# John Martin (strzelec)
John E. Martin (ur. 17 maja 1868 w Glasgow, zm. 27 czerwca 1951 tamże) – brytyjski strzelec, medalista olimpijski z Londynu (1908).
Martin wystartował tylko na igrzyskach w 1908 w Londynie w jednej konkurencji. Było to strzelanie z karabinu wojskowego drużynowo (strzelano z sześciu różnych odległości). Uzyskał indywidualnie 410 punktów (na 450 możliwych), zaś cała drużyna zdobyła 2496 punktów. Dzięki tym wynikom ekipa brytyjska, w składzie: John Martin, Walter Padgett, Philip Richardson, Arthur Fulton, Fleetwood Varley i Harcourt Ommundsen, zdobyła srebrny medal olimpijski.

## Wyniki olimpijskie
| Igrzyska | Konkurencja                 | Wynik                                                    | Miejsce  | Źródło |
| -------- | --------------------------- | -------------------------------------------------------- | -------- | ------ |
| IO 1908  | Karabin wojskowy, drużynowo | 2496 punktów druż., 410 punktów ind. (70-71-72-72-66-59) | 2 (na 8) | [ 1 ]  |